# Ano Internacional do Esporte e da Educação Física
Em 2003, a Assembléia Geral das Nações Unidas proclamou 2005 como o Ano Internacional do Esporte e da Educação Física com o objetivo de incentivar investimentos dos governos nessa área, de maneira que o esporte promova melhorias na educação, saúde, desenvolvimento e nos processos de paz. Segundo o Secretário-Geral das Nações Unidas, Kofi Annan, o esporte pode contribuir para melhorar a vida de comunidades inteiras.
A socialização do esporte visa aproveitá-lo como um instrumento educacional, gerando oportunidades e preparando o cidadão para o futuro. A sua potencialidade como ferramenta de inclusão social, no entanto, terá de ser explorada de maneira mais sistemática, mesmo dentro do Sistema da ONU. Apesar de ser reconhecido como direito humano, o direito ao esporte não tem sido uma das prioridades sendo até conhecido como "o direito esquecido", pois é visto por muitos como um produto do desenvolvimento e não como uma ferramenta para alcançá-lo.
As Nações Unidas sempre reconheceram a importância deste setor na sociedade. Seus organismos, fundos e programas empreendem diversas atividades relacionadas com o desporto. Estas visam, simultaneamente, chamar a atenção para os desafios mais urgentes a enfrentar - como a degradação do ambiente - e melhorar a vida das pessoas pobres ou marginalizadas.
Os princípios fundamentais do esporte - respeito aos oponentes, trabalho em equipe e jogo limpo - convergem com os princípios da Carta das Nações Unidas. Para a ONU, o esporte não é um luxo ou uma forma de entretenimento. O acesso a ele é um direito humano essencial para que as pessoas de qualquer idade possam ter uma vida sadia.
A atividade esportiva é, também, essencial para o desenvolvimento infantil: ensina valores como cooperação e respeito; contribui para a interação além do círculo familiar e para a inclusão social; previne doenças e, acima de tudo, coloca indivíduos e comunidades lado-a-lado, diminuindo as diferenças étnicas e culturais. Por isso, ele pode construir uma cultura de paz e tolerância. "O esporte pode aproximar culturas e ajudar a resolver conflitos. Precisamos deste Ano Internacional para propagar a mensagem que o esporte transmite valores às jovens gerações", declarou o Assessor Especial sobre Esporte para o Desenvolvimento e a Paz da ONU, Adolf Ogi.
O esporte também tem um papel fundamental nas pequenas e grandes comunidades. Sua capacidade de ação pode gerar empregos e atividades econômicas em todos os níveis, além do próprio poder de agregação que abrange recreações, jogos e competições, ligas organizadas, treinamento e apoio em eventos esportivos globais. Desta forma, ele ajuda a contribuir para o desenvolvimento econômico, cultural e social, melhorando a saúde e o bem-estar de pessoas de todas as idades, principalmente os jovens. "Quando os jovens participam de esportes ou têm acesso à educação física, podem experimentar o prazer do trabalho em equipe", afirmou o Secretário-Geral.
Além disso, os programas esportivos aumentam os índices de frequência em escolas e reduzem o comportamento anti-social, inclusive a violência. A educação física é um componente essencial de qualidade de ensino e de vida. Ela ensina aos jovens a respeitar seu próprio corpo e o dos outros, além de ajudá-los a enfrentar os diversos desafios da juventude como drogas, fumo e doenças sexualmente transmissíveis, como a aids.
Esportistas famosos como o tenista número um do mundo, o suíço Roger Federer e a recordista da Maratona de Nova York, a queniana Margaret Okayo, fazem parte da campanha que deverá promover durante todo o ano o poder do esporte para melhorar a qualidade de vida das pessoas; "O esporte é uma linguagem universal, pode aproximar povos, quaisquer que sejam suas origens, passado, crenças religiosas e status econômico", afirmou o Secretário-Geral Kofi Annan.

## O esporte e os ODM
Os elementos fundamentais do esporte tornam-no uma ferramenta viável e prática para apoiar a realização dos Objetivos de Desenvolvimento do Milênio (ODM). O esporte tem impacto positivo na saúde das pessoas, reduzindo a probabilidade de muitas doenças. Os programas esportivos servem como um instrumento eficaz para a mobilização social, prestando apoio às atividades da saúde, tais como campanhas de educação e imunização relacionadas ao HIV/AIDS.
Pode ser uma força econômica significativa, gerando empregos e contribuindo para o desenvolvimento local. É também um ambiente-chave para atrair a participação de voluntários. Além disso, a prática de esporte apoia a preservação de um ambiente limpo e saudável.

## A Força-Tarefa da ONU para o Esporte
Em julho de 2002, o Secretário-Geral da ONU nomeou uma Força-Tarefa formada por Agências e Programas da Organização para rever as atividades que envolvem o esporte dentro do Sistema das Nações Unidas. O objetivo da Força-Tarefa é promover a utilização mais sistemática e mais coerente do esporte em atividades relacionadas ao desenvolvimento e a paz, em especial no nível da comunidade, e gerar mais apoio para tais atividades entre governos e organizações ligadas ao esporte.
Além disso, a Força-Tarefa também estabeleceu uma lista de programas existentes relacionados ao esporte para o desenvolvimento, identificando exemplos construtivos e que possam ser seguidos. E ainda incentiva o Sistema da ONU a incorporar o esporte em suas atividades para a implementação dos Objetivos de Desenvolvimento do Milênio.